# Ferdinand Wohltmann
Ferdinand Wohltmann (* 20. Oktober 1857 in Hitzacker (Elbe); † 10. April 1919 in Halle (Saale)) war ein deutscher Agrarwissenschaftler. In Halle wurde er zu einem der bedeutendsten Hochschullehrer in Pflanzenbau und Agrikultur.

## Leben

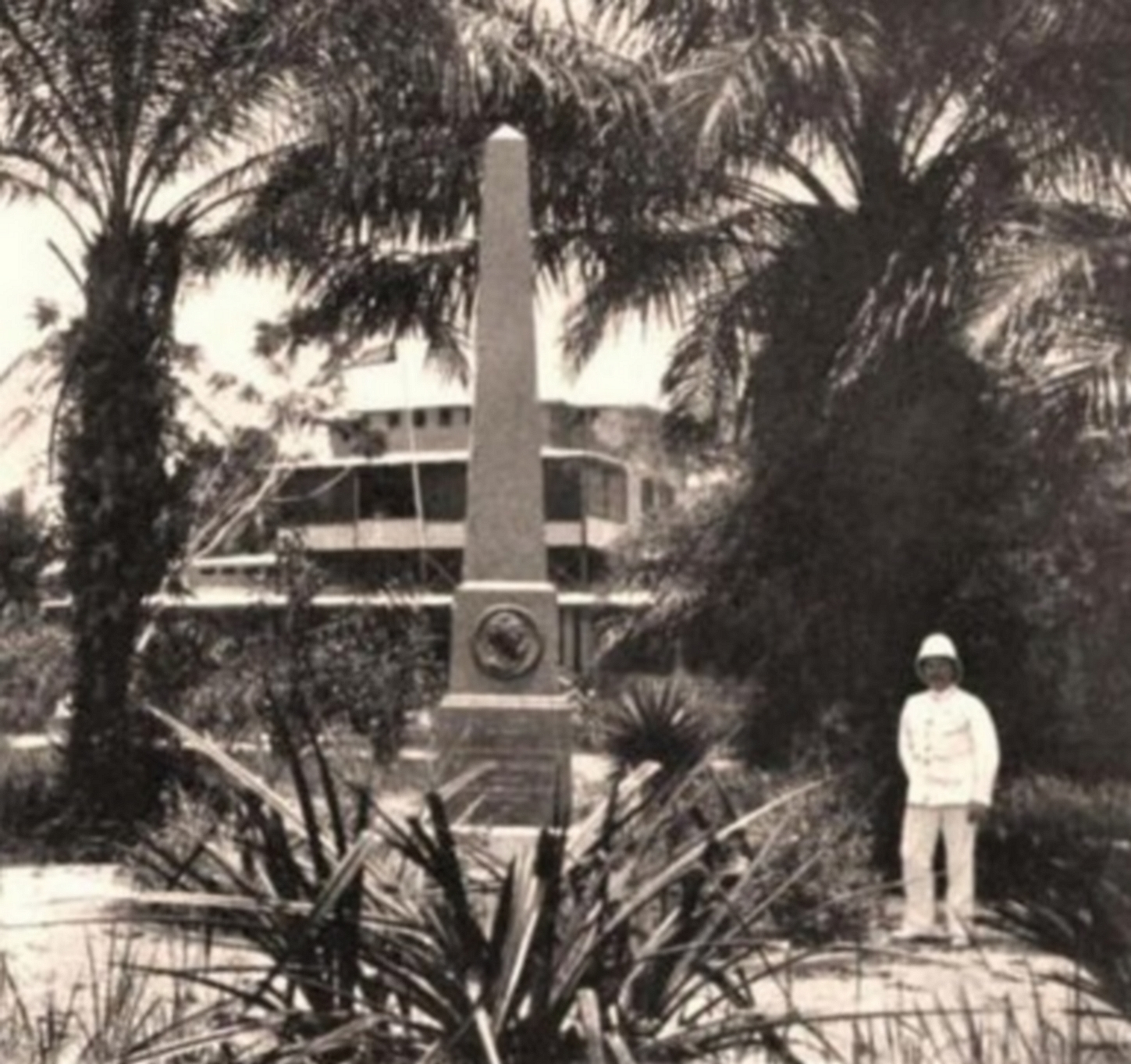
Wohltmann am Gustav-Nachtigal-Denkmal in Duala, Kamerun

Ferdinand Wohltmann, Sohn eines Landwirts, war nach dem Besuch des Gymnasiums fast sechs Jahre in der landwirtschaftlichen Praxis tätig. Ab 1881 studierte er an der Friedrichs-Universität Halle, der Ruprecht-Karls-Universität Heidelberg und der Friedrich-Wilhelms-Universität zu Berlin Agrarwissenschaften. Als Mitglied der ALV Agronomia zu Halle war er 1882 Gründungsvorsitzender des Allgemeinen Verbandes der akademisch-landwirtschaftlichen Vereine an deutschen Hochschulen, aus dem der Naumburger Senioren-Convent hervorging. Er kehrte 1884 nach Halle zurück. Mit einer Doktorarbeit bei Julius Kühn wurde er 1886 dort zum Dr. phil. promoviert.
Nach der Promotion erhielt Wohltmann eine Anstellung als wissenschaftlicher Assistent für Versuchswesen am Landwirtschaftlichen Institut der Universität Halle. 1887 unternahm er eine mehrmonatige Forschungsreise nach England und Schottland, um das dortige landwirtschaftliche Unterrichts-, Versuchs- und Bildungswesen zu studieren. Sein ausführlicher Bericht wurde 1888 in den Landwirtschaftlichen Jahrbüchern veröffentlicht und fand in der Fachwelt große Beachtung. Der Erwerb deutscher Kolonien in Afrika lenkte alsbald sein Interesse auf die tropische Landwirtschaft. 1888 bereiste er die westafrikanischen Inseln und Kamerun. 1889 unternahm er im Auftrag des Hamburger Kolonisationsvereins eine Studienreise nach Südbrasilien.
1891 habilitierte sich Wohltmann an der Universität Halle mit der Schrift Ueber die Verbesserung und künstliche Veranlagung der natürlichen Produktionsfaktoren in der tropischen Agrikultur, das erste Kapitel für ein Handbuch, das er vorbereitete. Der erste Band erschien 1892 unter dem Titel Handbuch der tropischen Agrikultur für die deutschen Kolonien in Afrika auf wissenschaftlicher und praktischer Grundlage. Im gleichen Jahr wurde Wohltmann als außerordentlicher Professor für Landwirtschaft an die Universität Breslau berufen. 1893 besuchte er die Weltausstellung in Chicago und bereiste gemeinsam mit sechs deutschen Studenten weite Gebiete Nordamerikas.

### Professor für Bodenlehre und Pflanzenbau in Bonn
1894 folgte Wohltmann einem Ruf als ordentlicher Professor für Pflanzenbau und Bodenlehre an die Landwirtschaftliche Akademie Bonn-Poppelsdorf. Von hier aus unternahm er in den Jahren 1896 bis 1900 in amtlichem Auftrag Forschungsreisen nach Kamerun, Deutsch-Ostafrika und Togo und 1903 nach Samoa. Die Ergebnisberichte dieser Reisen veröffentlichte er in mehreren Büchern. Seitdem galt Wohltmann in Fachkreisen als der beste Kenner des tropischen Landbaus. Bereits 1897 wurde er in den Vorstand der Deutschen Kolonialgesellschaft berufen. Ab 1897 gab er gemeinsam mit dem Agrikulturbotaniker Otto Warburg die Zeitschrift Der Tropenpflanzer heraus. Wohltmann war der erste Hochschullehrer in Deutschland, der Pflanzenbau global gelehrt hat, also in seinen Vorlesungen auch den tropischen Pflanzenbau in angemessener Weise berücksichtigte.
Zu den bleibenden Verdiensten Wohltmanns an der Landwirtschaftlichen Akademie Bonn-Poppelsdorf gehört die Gründung eines Instituts für Bodenlehre und Pflanzenbau. Es wurde auf seine Initiative hin gebaut, nach seinen Plänen eingerichtet und 1901 eröffnet. Als Gedenkschrift zur Einweihung dieses Instituts veröffentlichte er eine Abhandlung über das Nährstoff-Kapital westdeutscher Böden. 
In der Abhandlung Chilisalpeter oder Ammoniak (1903) wandte er sich entschieden gegen die Verallgemeinerung von Düngungstheorien. Auch auf dem Gebiet der Pflanzenzüchtung war er forschend tätig. Unter seiner Ägide entstanden mehrere neue Weizensorten. In Zusammenarbeit mit der Deutschen Landwirtschafts-Gesellschaft prüfte er in mehrjährigen Versuchen die Ertragsleistung von Rotkleesorten.

### Direktor des Landwirtschaftlichen Instituts in Halle
Im Frühjahr 1905 kehrte Wohltmann als ordentlicher Professor und stellvertretender Direktor des Landwirtschaftlichen Instituts an die Universität Halle zurück. Mit dem Ausscheiden von Julius Kühn aus dem aktiven Dienst im Jahre 1909 wurde Wohltmann dessen  Nachfolger und Direktor dieses berühmten Instituts. 1911 gründete Wohltmann das Julius Kühn-Archiv, das sich in den folgenden Jahrzehnten zu einer renommierten agrarwissenschaftlichen Zeitschrift entwickelte. Mit großem Geschick hat Wohltmann innerhalb weniger Jahre bis zum Beginn des Ersten Weltkrieges das Landwirtschaftliche Institut in Halle organisatorisch umgestaltet und die Errichtung neuer Gebäude durchsetzen können.
Auch in Halle widmete sich Wohltmann weiterhin dem tropischen Pflanzenbau und anderen Fachgebieten der tropischen Agrikultur. Unter seiner Leitung wurde 1908 die Kolonial-Akademie zu Halle gegründet, mit dem Zweck, die Kolonialbehörden durch Lehre und Forschung zu unterstützen. Nachhaltig unterstützte er die Ausbildung von Tropenlandwirten an der Deutschen Kolonialschule für Landwirtschaft, Handel und Gewerbe in Witzenhausen. 1909 gründete er innerhalb der Deutschen Landwirtschafts-Gesellschaft eine Kolonial-Abteilung, deren Vorsitz er bis zu seinem Tode innehatte. Während des Ersten Weltkrieges beschäftigte er sich verstärkt mit betriebswirtschaftlichen und agrarpolitischen Fragen. Er folgte stets seinem Wahlspruch Schaffen und Streben allein nur ist Leben.

## Ehrungen
- Geheimer Regierungsrat (1899)
- Wahl in die Deutsche Akademie der Naturforscher Leopoldina (1906)[2]
- Königlicher Kronen-Orden (Preußen) 3. Klasse
- Roter Adlerorden 3. Klasse
- Goldene Verdienstmedaille des Großherzogtums Mecklenburg-Schwerin
- Verdienstkreuz für Kriegshilfe (1918)

## Werke
- Studien über landwirthschaftliches Unterrichts-, Versuchs- und Bildungswesen in England und Schottland. In: Landwirthschaftliche Jahrbücher Bd. 17, 1888, S. 607–681.
- Ueber die Verbesserung und künstliche Veranlagung der natürlichen Produktionsfaktoren in der tropischen Agrikultur. Habil.-Schr. Univ. Halle 1891.
- Handbuch der Tropischen Agrikultur für die deutschen Kolonien in Afrika auf wissenschaftlicher und praktischer Grundlage. Bd. 1: Die natürlichen Faktoren der Tropischen Agrikultur und die Merkmale ihrer Beurteilung. Verlag Duncker & Humblot Leipzig 1892.
- Landwirthschaftliche Reisestudien über Chicago und Nord-Amerika. Herausgegeben von F. Wohltmann. Schletter´sche Buchhandlung Breslau 1894.
- Der Plantagenbau in Kamerun und seine Zukunft. Drei Reiseberichte. Verlag F. Telge Berlin 1896.
- Deutsch-Ostafrika. Bericht über die Ergebnisse seiner Reise, ausgeführt im Auftrage der Kolonial-Abteilung des Auswärtigen Amtes, Winter 1897/98. Verlag F. Telge Berlin 1898.
- Bericht über seine Togo-Reise. Ausgeführt im Auftrage der Kolonial-Abteilung des Auswärtigen Amtes im Dezember 1899. Berlin 1900 = Der Tropenpflanzer. Beihefte Bd. 1, Nr. 5.
- Das Nährstoff-Kapital westdeutscher Böden mit besonderer Berücksichtigung ihrer geologischen Natur, ihrer Kataster-Bonität und ihres Düngerbedürfnisses. Gedenkschrift zur Einweihung des neuen Instituts für Bodenlehre und Pflanzenbau der Landwirtschaftlichen Akademie Bonn-Poppelsdorf im Beginn des Sommersemesters 1901 = Bericht des Instituts Nr. 1, Verlag C. Georgi Bonn 1901.
- Chilisalpeter oder Ammoniak? Verlag Paul Parey Berlin 1903.
- Pflanzung und Siedlung auf Samoa. Erkundungsbericht. Berlin 1904 = Der Tropenpflanzer. Beihefte Bd. 5, Nr. 1 u. 2.
- 120 Kultur- und Vegetations-Bilder aus unseren Deutschen Kolonien. Verlagsbuchhandlung Wilhelm Süsserott Berlin 1904.
- Julius Kühn. Sein Leben und Wirken. Festschrift zum 80. Geburtstag am 23. Oktober 1905. Herausgegeben im Auftrage des Festausschusses von F. Wohltmann und P. Holdefleiß. Verlagsbuchhandlung Paul Parey Berlin 1905.
- Unsere heimische und koloniale Landwirtschaft, ihre Beziehungen und Wechselwirkungen. In: Kühn-Archiv Bd. 5, 1914, S. 1–28.